# 13561 Kudogou
13561 Kudogou (tên chỉ định: 1992 SB1) là một tiểu hành tinh vành đai chính. Nó được phát hiện bởi Masayuki Yanai và Kazuro Watanabe ở Đài thiên văn Kitami ở Hokkaidō, Nhật Bản, ngày 23 tháng 9 năm 1992. Nó được đặt theo tên Gou Kudo, và nhà thiên văn học nghiệp dư và giáo viên.